# Marfa Apraksina
Marfa Matwiejewna Apraksina, ros. Марфа Матвеевна Апраксина (ur. 1664 w Moskwie, zm. 31 grudnia 1715?/11 stycznia 1716 w Petersburgu) – caryca Rosji, druga żona cara Fiodora III Romanowa.
Urodziła się jako córka bojara Matwieja Wasiljewicza Apraksina i jego żony Domny Bogdanownej Łowczikowej. Jej braćmi byli generał Piotr Apraksin i admirał Fiodor Apraksin, który w latach 1712-1723 pełnił funkcję gubernatora Estonii i Karelii, od 1718 przewodniczył rosyjskiej Admiralicji, a od 1723 był dowódcą Floty Bałtyckiej.
15 lutego?/25 lutego 1682 w Moskwie poślubiła owdowiałego 14 lipca?/24 lipca 1681 po śmierci carycy Agafii Gruszeckiej cara Rosji Fiodora III, zostając jego drugą żoną. Para nie miała dzieci. W niecałe trzy miesiące po ich ślubie car zmarł.
Caryca Marfa została pochowana w Soborze Pietropawłowskim.